# Joe Pisarcik
Joseph Anthony Pisarcik (Kingston, 2 luglio 1952) è un ex giocatore di football americano statunitense che ha militato nel ruolo di quarterback nella National Football League (NFL) e nella Canadian Football League (CFL). Al college giocò a football alla New Mexico State University.

## Carriera
Pisarcik iniziò la carriera professionistica con i Calgary Stampeders della Canadian Football League, dove giocò dal 1974 al 1976. Successivamente passò nella New York Giants, dove è ricordato soprattutto per il suo ruolo della gara del 19 novembre 1978 in cui i Giants, in vantaggio per 17–12 con pochi secondi rimasti da giocare e gli avversari rimasti senza time-out, perse il pallone mentre lo stava consegnando nelle mani del compagno Larry Csonka (il cosiddetto handoff, una giocata chiamata dal coordinatore offensivo Bob Gibson malgrado le obiezioni di Pisarcik) commettendo un fumble ritornato in touchdown da Herman Edwards dei Philadelphia Eagles. La giocata divenne in seguito conosciuta come "The Fumble" dai tifosi dei Giants e come "Miracle at the Meadowlands" da quelli degli Eagles. Pisarcik firmò proprio con gli Eagles nel 1980 dopo essere stato svincolato, dove giocò come riserva di Ron Jaworski fino al ritiro avvenuto fino alla stagione 1984.

## Palmarès
- National Football Conference Championship: 1

Philadelphia Eagles: 1980